# The Suicide Club
The Suicide Club er en britisk stumfilm fra 1914 af Maurice Elvey.

## Medvirkende
- Montagu Love som Florizel.
- Elisabeth Risdon som Zephyrine.
- Fred Groves.
- M. Gray Murray som Geraldine.
- A.V. Bramble som A.V. Bramble.